# Park Rzeczny Ogród Płaszów w Krakowie
Park Rzeczny Ogród Płaszów – park miejski w Krakowie, znajdujący się w dzielnicy XIII, w Podgórzu, pomiędzy ulicą Myśliwską (na południu), ul. Lasówka (na wschodzie) i ul. Gumniską (na zachodzie). Powierzchnia parku wynosi 9,5 ha.

## Historia
Koncepcja parku została opracowana w 2009 roku na podstawie koncepcji programowo przestrzennej dla terenu „Ogród Płaszów”, powstałego w 2005 roku. W 2010 roku udzielono pozwolenia na budowę parku i w ramach realizacji pierwszego etapu budowy parku wykonany został plac zabaw i częściowy układ alejek spacerowych. W kolejnych latach, w parku powstał parking w pobliżu Szkoły Podstawowej nr 47 im. Stefana Czarnieckiego i rozpoczęto budowę oświetlenia na terenie parku. W 2015 rozstrzygnięty został przetarg na dokończenie etapu I, a koniec jego realizacji datowany był na październik tego samego roku.
Park posiada rozbudowaną infrastrukturę wypoczynkowo-rekreacyjną, do której zaliczają się m.in.: plac zabaw, stoliki do gry w szachy, altany, drewniane leżaki, stojaki na rowery, czy instalacje rekreacyjne. Wśród elementów małej architektury znajdują się: ławki, kosze na śmieci, stoliki piknikowe, huśtawki i tablice informacyjne.
W 2023 roku rozpoczęto prace na terenie parku mające na celu rozbudowę infrastruktury oraz zasadzenie nowych drzew i roślin. W ramach prac rozpoczęto realizację m.in.: sadu, boiska do gry w koszykówkę, montaż nowych partii oświetleń, czy ścieżki edukacyjnej z tabliczkami informacyjnymi, urządzeniami, rekreacyjnymi i zabawowymi.

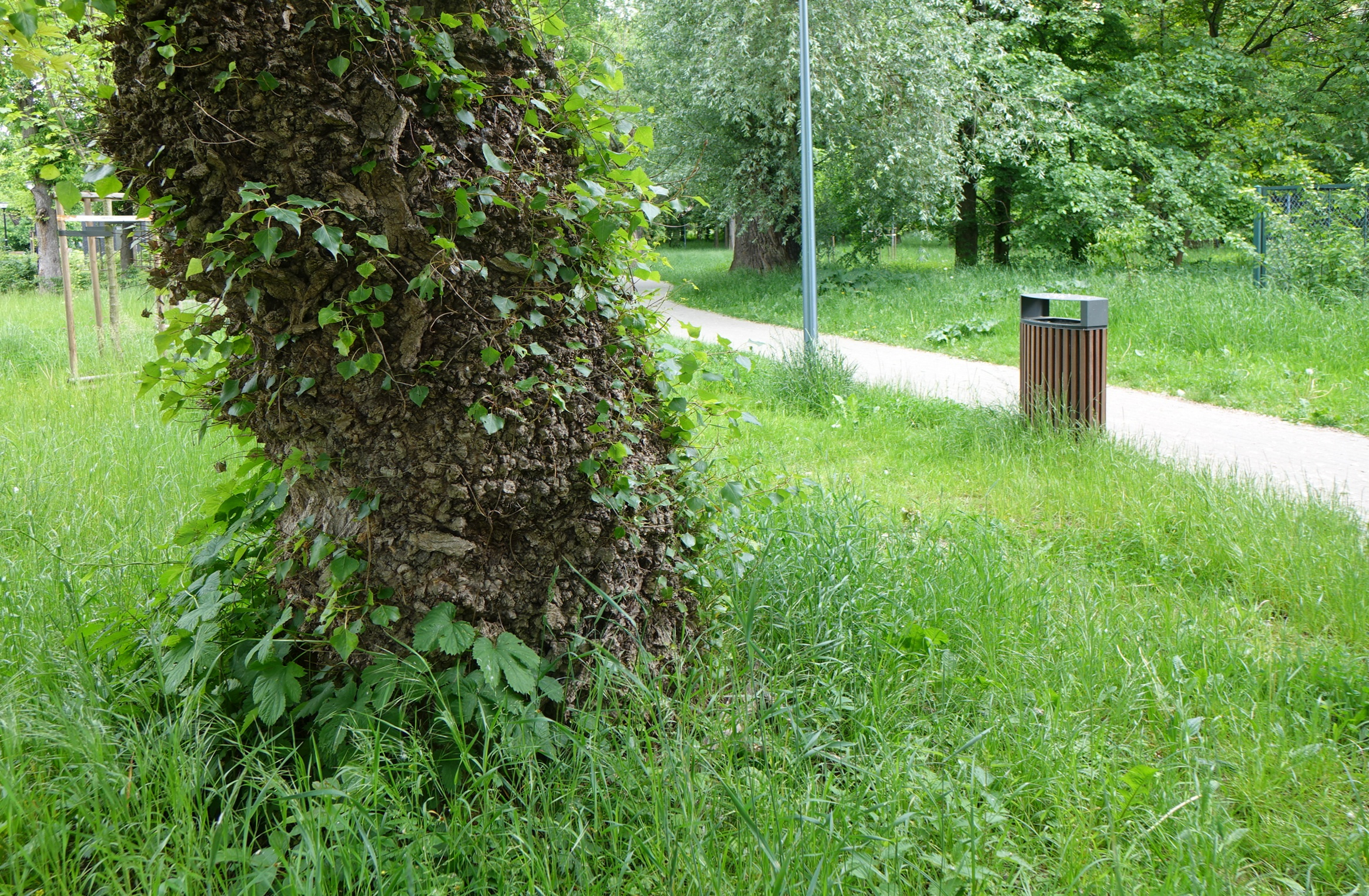
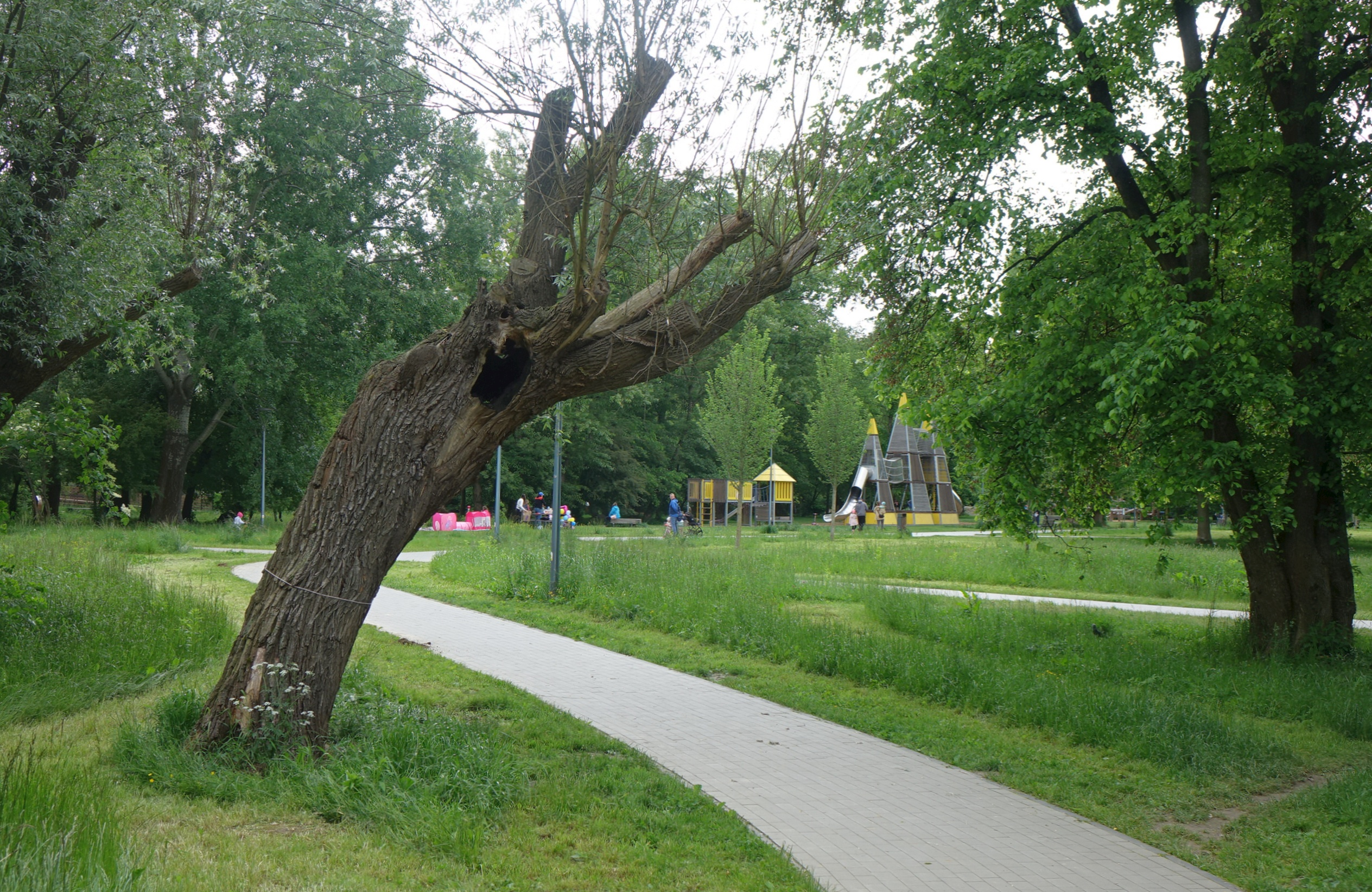
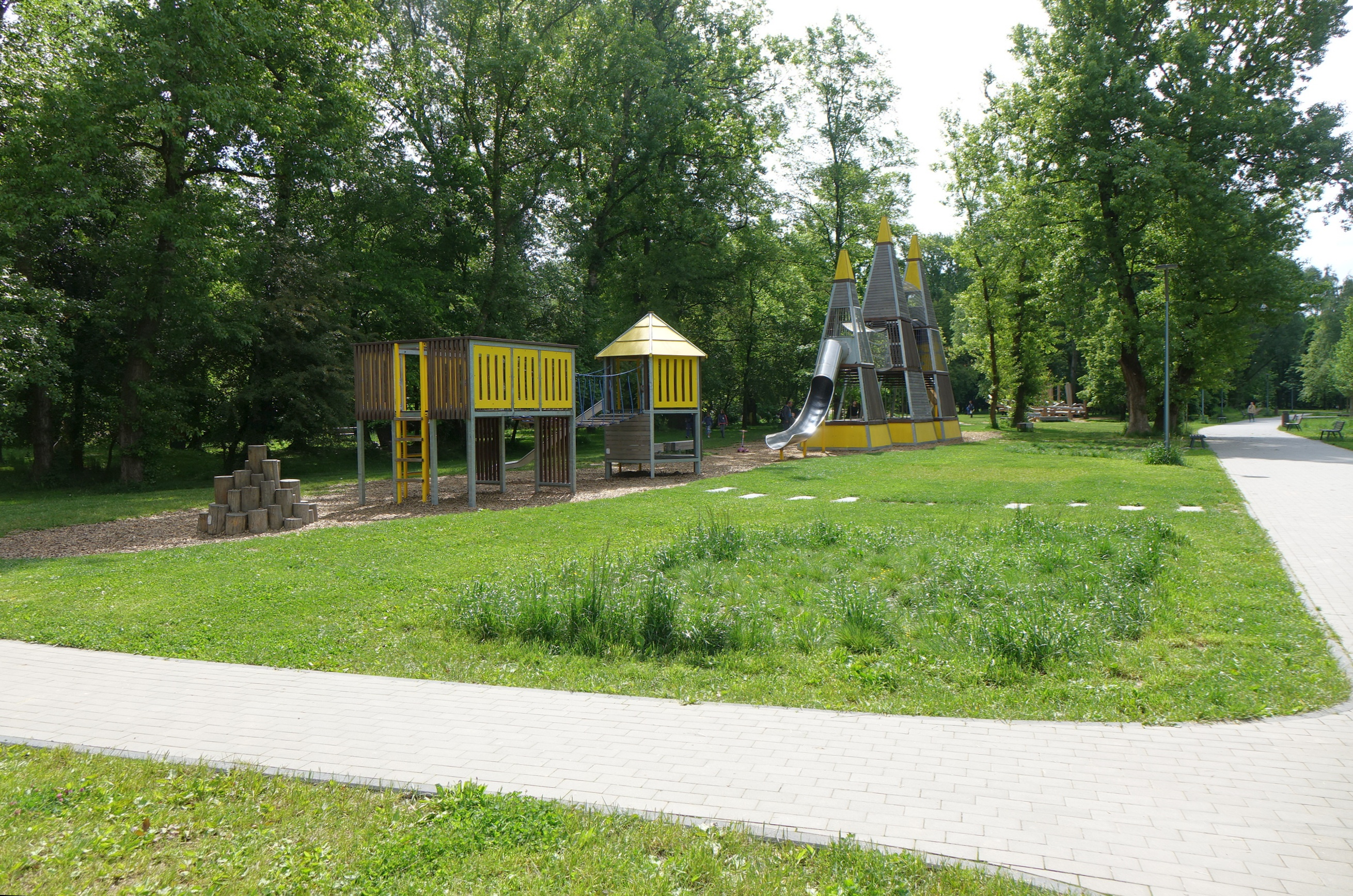
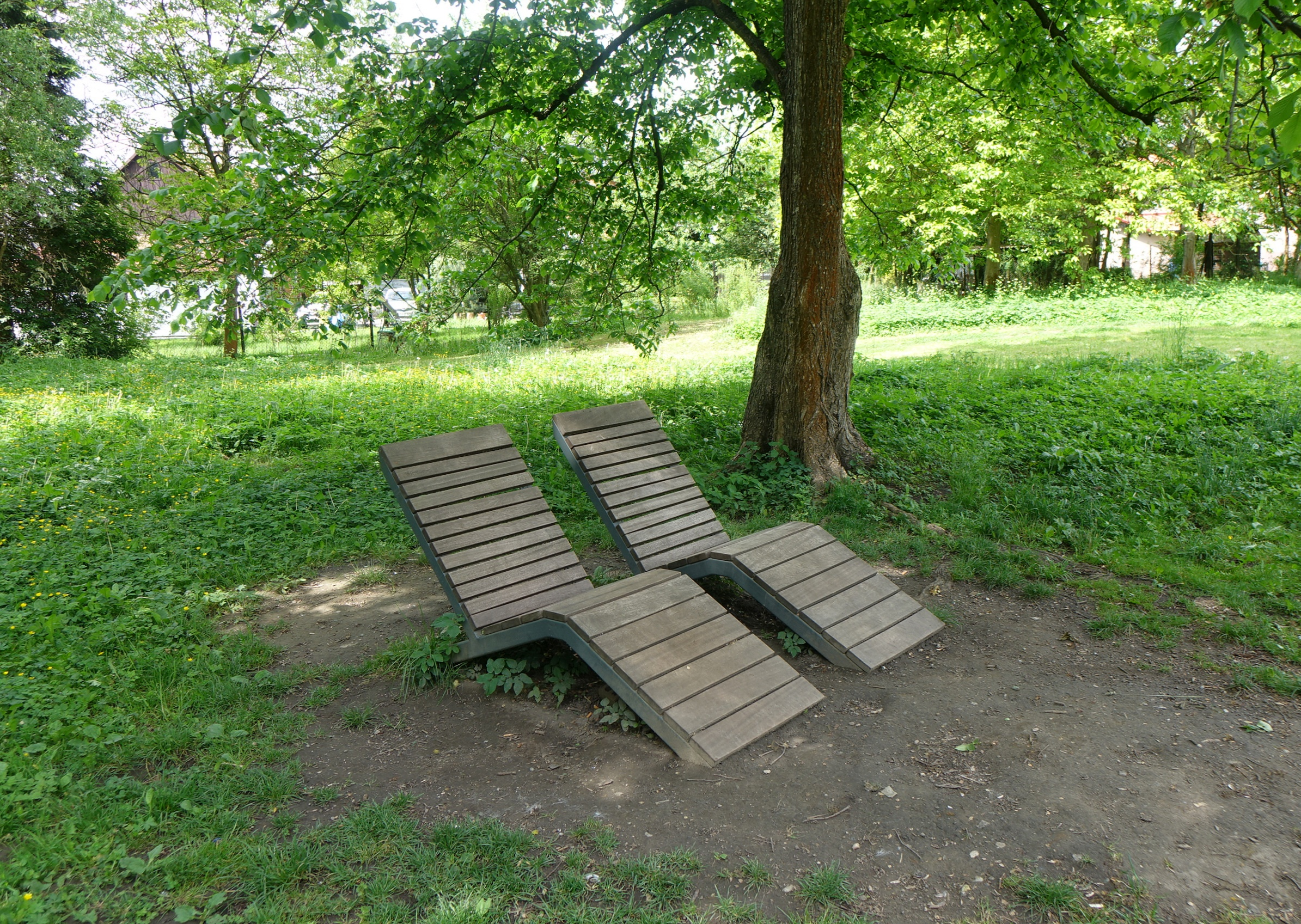
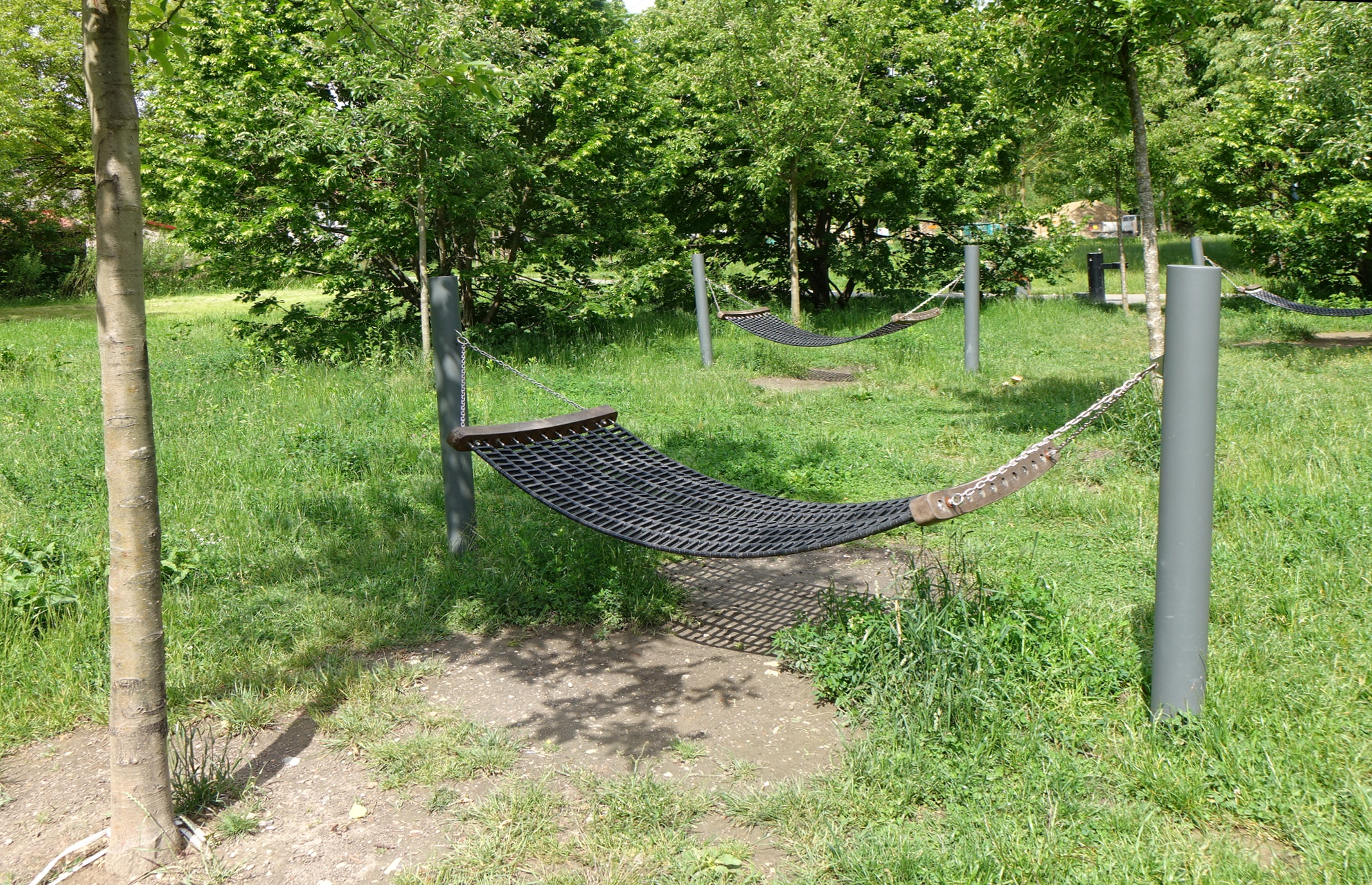
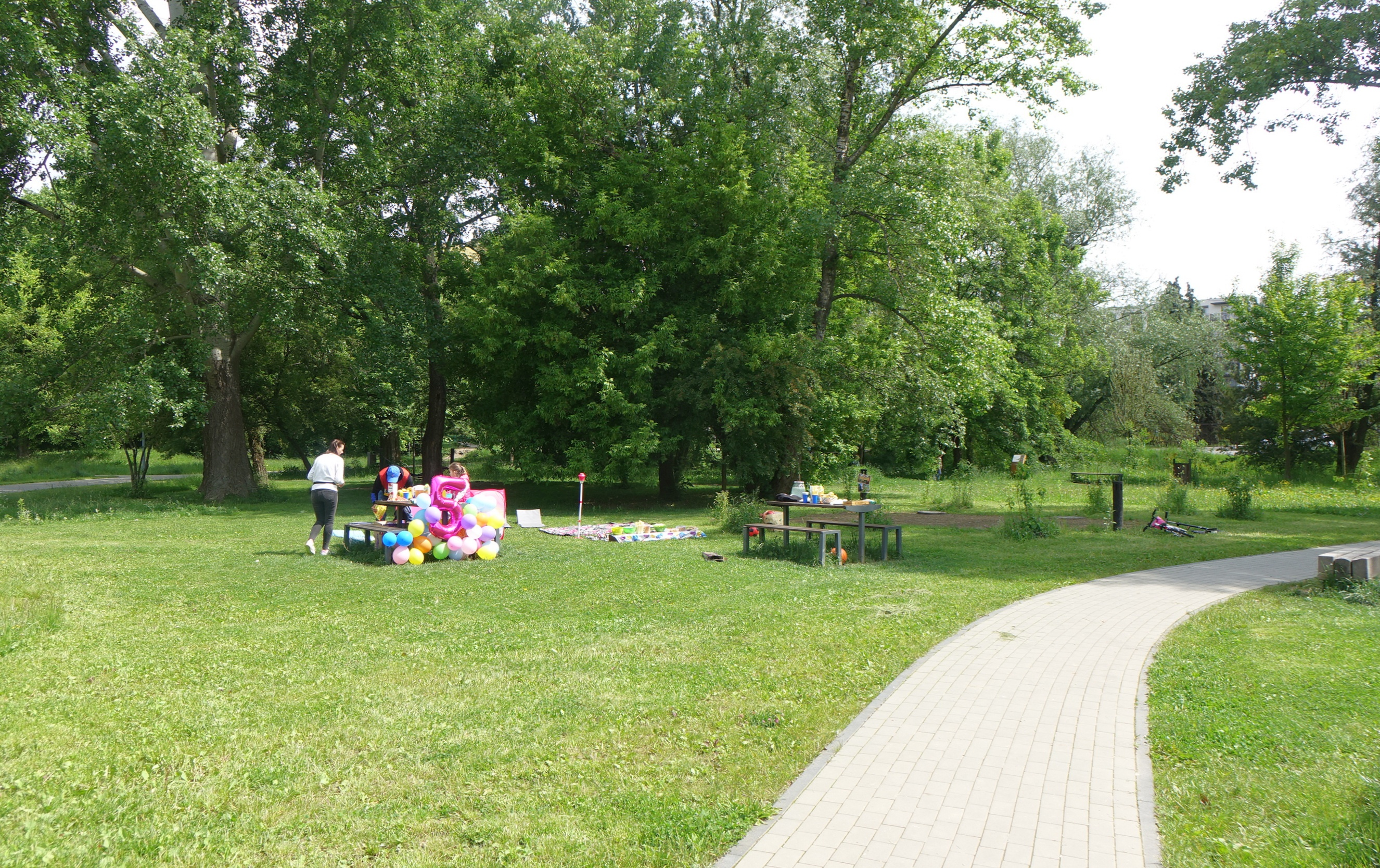
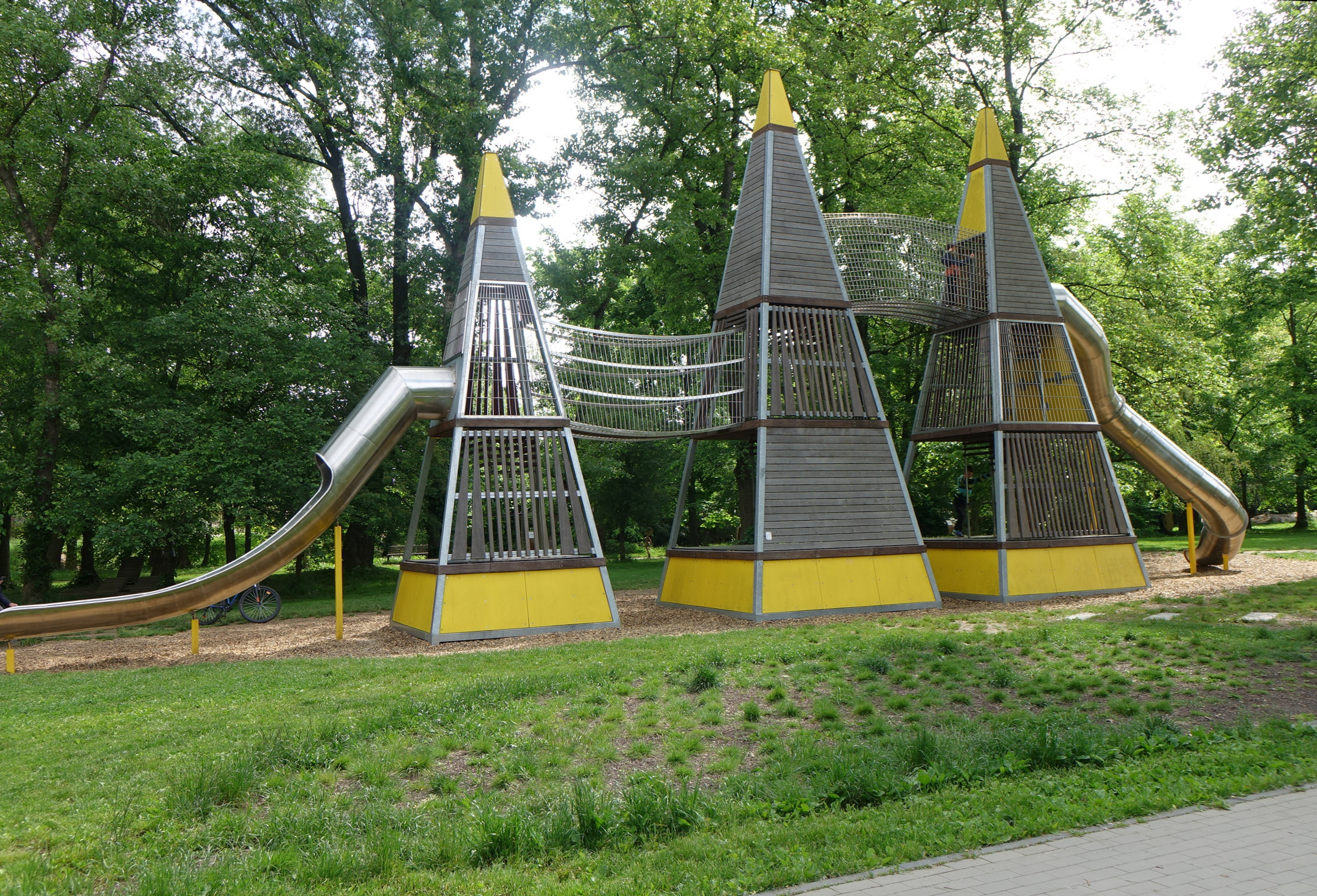
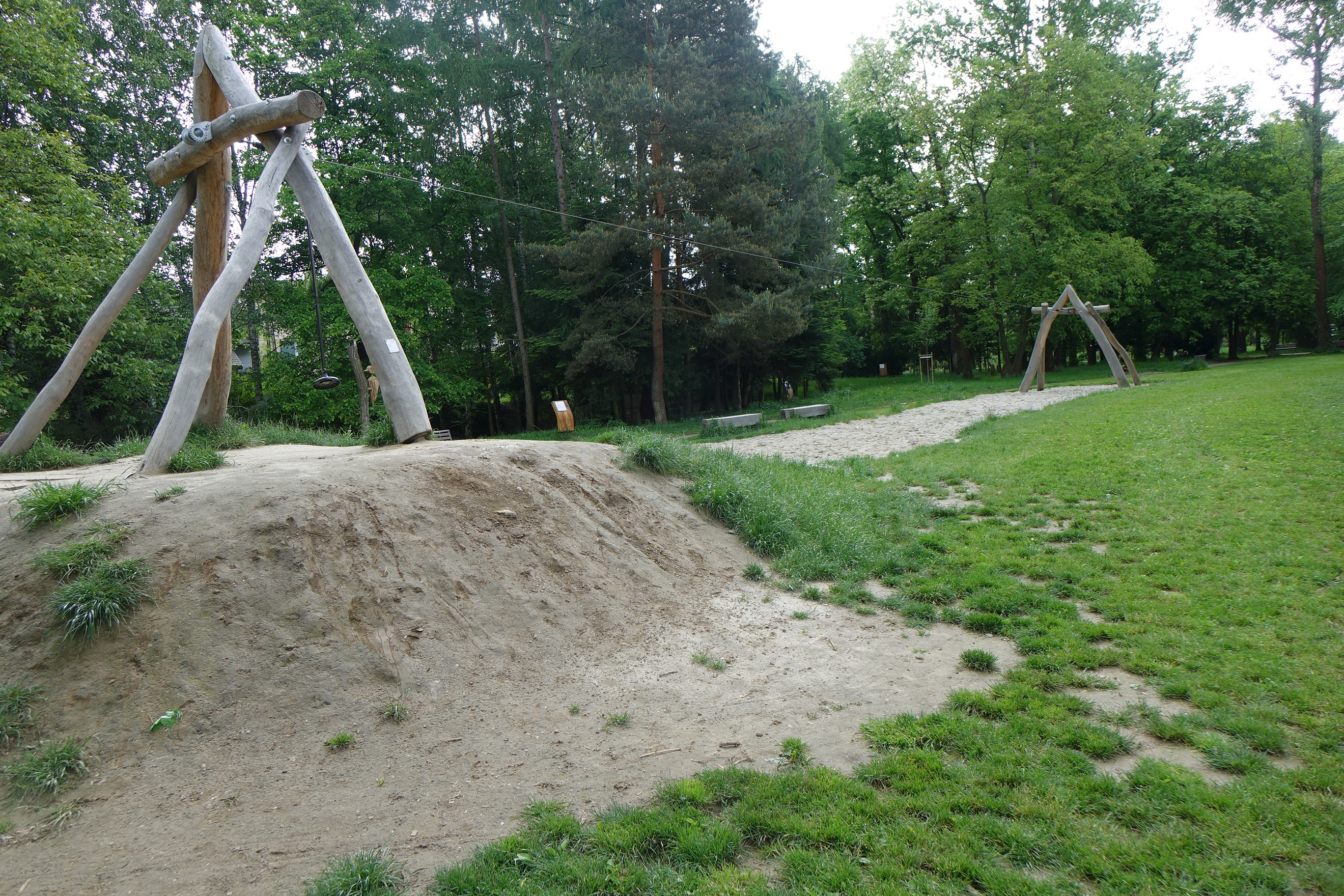
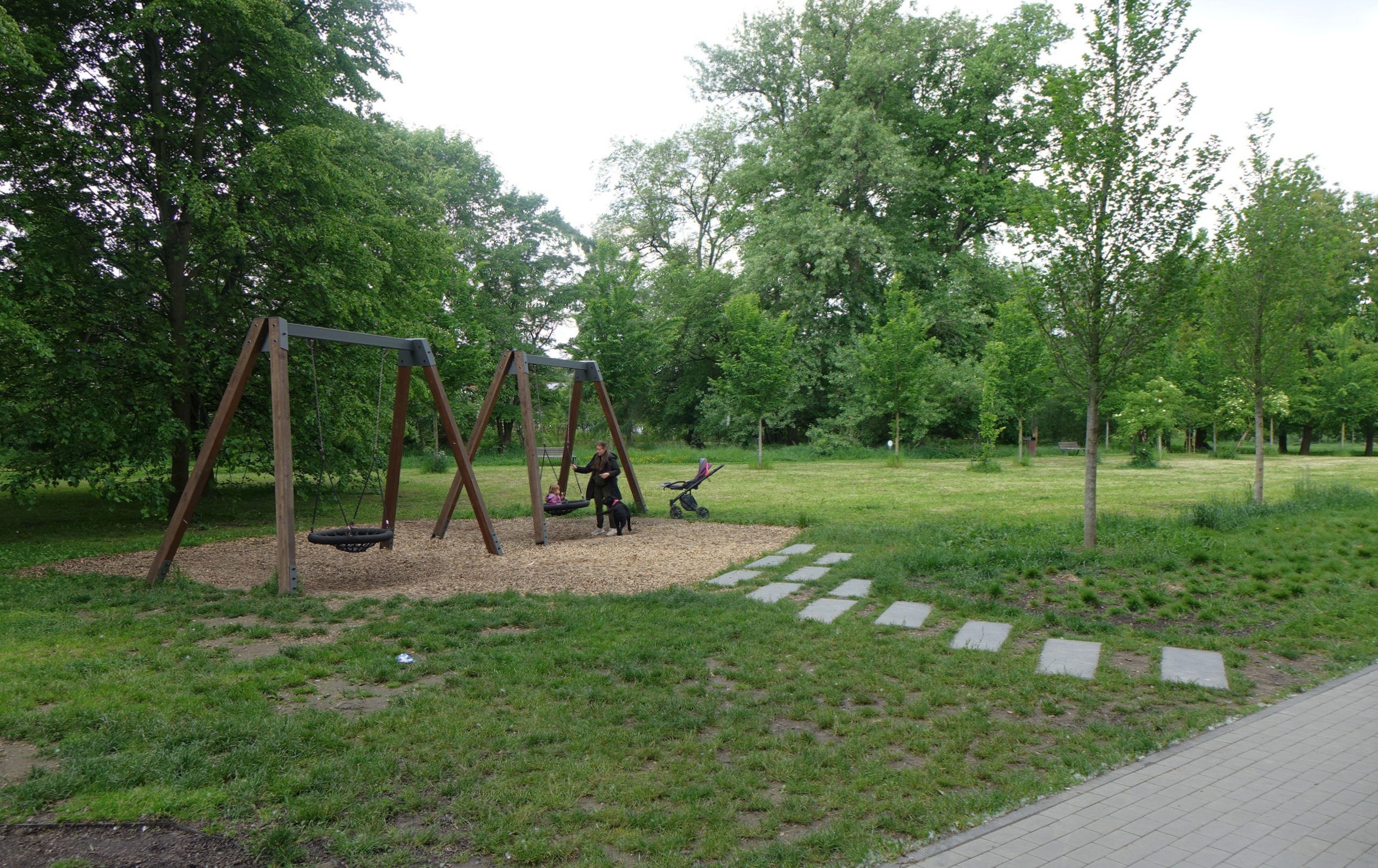
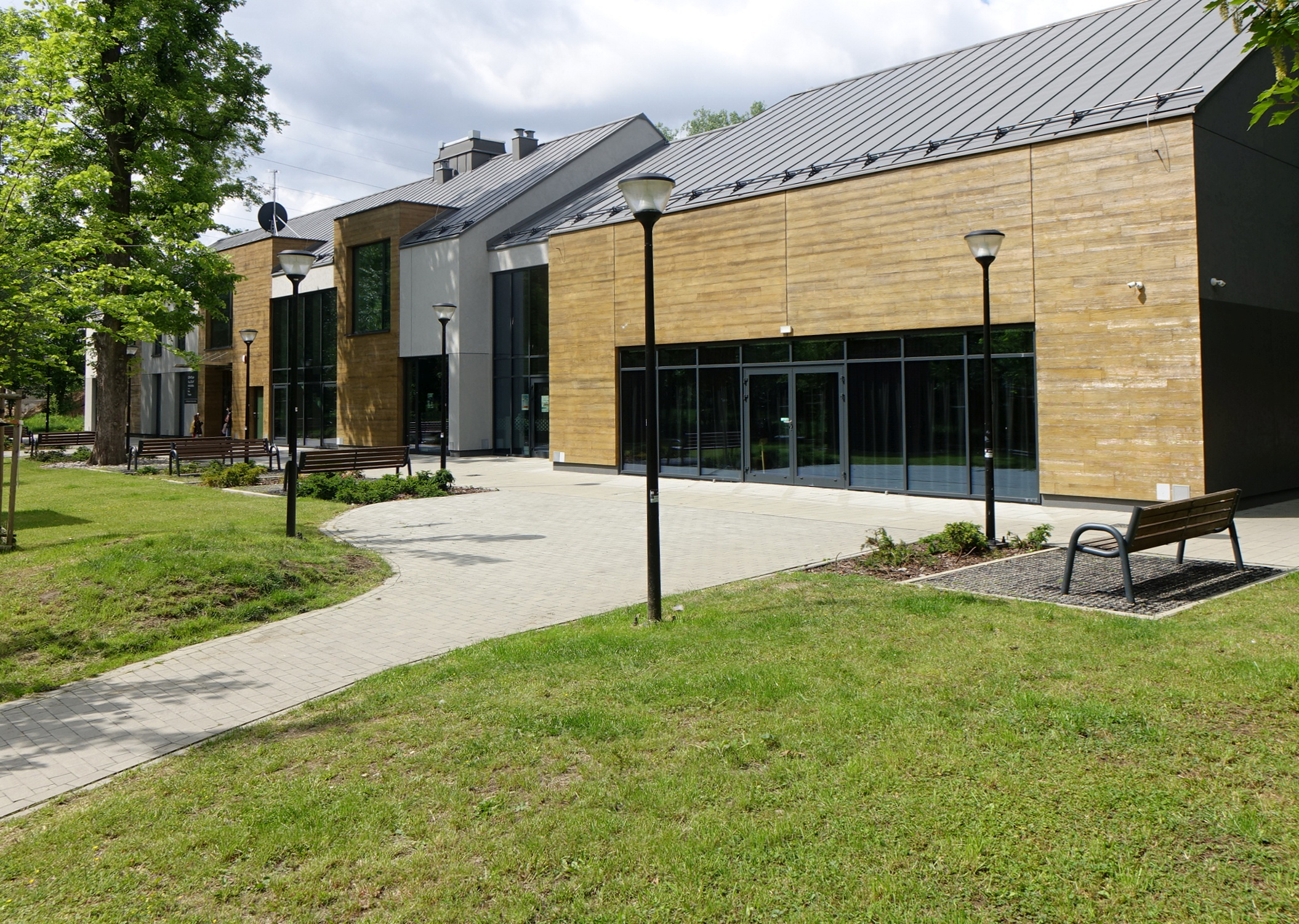